# اس.اس. واسان
اس. اس. واسان (انگلیسی: S. S. Vasan; ۴ ژانویهٔ ۱۹۰۴ – ۲۶ اوت ۱۹۶۹) با نام اصلی سوبرامانیام سرینیواسان کارگردان فیلم، تهیه‌کننده فیلم، کارآفرین و نویسنده اهل هند بود.
وی کارگردان فیلم‌هایی همچون پیغام، روزهای زیادی گذشت و انسانیت بوده‌است.